# Francisco Salgado Zenha
Francisco de Almeida Salgado Zenha GOL • GCL • GCC (Braga, São José de São Lázaro, 2 de maio de 1923 — Lisboa, 1 de novembro de 1993) foi um advogado e político português.

## Infância e juventude
Natural de Braga, era filho do médico Henrique de Araújo Salgado Zenha (25 de maio de 1887 - 12 de agosto de 1957) e de Maria Ernestina de Mesquita de Almeida e Silva (1 de agosto de 1893 - 25 de julho de 1974) e sobrinho-neto e sobrinho-bisneto do 1.º Barão de Salgado Zenha.
Após a conclusão dos estudos liceais, ingressou na Faculdade de Direito da Universidade de Coimbra, onde viria a licenciar-se em Direito.

## Entrada na política e no Partido Comunista Português
Aderindo ao Partido Comunista Português no início da década de 1940, foi o primeiro aluno eleito presidente da Direcção da Associação Académica de Coimbra, em 1944. Seria demitido no cargo no ano seguinte, pelo facto da Associação declinar, em Assembleia Magna, o convite do reitor para o acompanhar numa visita a Salazar, com o fim de lhe agradecer a neutralidade durante a guerra.
Em finais de 1945, passa a ser responsável pela organização da Federação das Juventudes Comunistas Portuguesas em Coimbra. Nessa qualidade estará entre os fundadores do Movimento de Unidade Democrática Juvenil, integrando a sua Comissão Central. Preso pela primeira vez em 1947, será uma das muitas vezes que visitará os calabouços da PIDE. Neste período conhece Mário Soares, iniciando uma relação de amizade que irá ser reforçada pela participação de ambos na candidatura presidencial de Norton de Matos, em 1949.
Também no final da década de 40 inicia a sua vida profissional como advogado, realizando o estágio no escritório de Adelino da Palma Carlos. A par da carreira política e profissional, colabora na revista Vértice.

## Luta pelo Socialismo
Depois de abandonar o Partido Comunista Português, adere à Resistência Republicana e Socialista, em 1955, dois anos depois de obter a liberdade condicional. Participa na candidatura do General Humberto Delgado à Presidência da República, em 1959. Esteve entre os subscritores do Programa para a Democratização da República, em 1961. No mesmo ano voltaria a ser detido pela PIDE. Torna-se colaborador de O Tempo e o Modo, em 1964. É candidato à Assembleia Nacional, pela Oposição Democrática socialista/não-comunista, em 1965 e 1969.
Até ao 25 de Abril Salgado Zenha fez parte do grupo restrito de advogados que se destacou na defesa de presos políticos e participantes em actividades subversivas. Ganhou notoriedade na defesa de António de Sommer Champalimaud, no âmbito do Caso Herança Sommer, em 1973, garantindo a absolvição deste.
Ainda em 1964 participa na fundação da Acção Socialista Portuguesa, que iria resultar na criação do Partido Socialista, em 1973, e do qual seria, ainda que contrariado, membro fundador. Não estando presente em Bad Münstereifel, foi um dos sete elementos da Ação Socialista que entregou o seu voto contra a transformação da Associação em partido a Maria Barroso, que o representou.

## Após o 25 de Abril de 1974
No pós-25 de Abril converte-se num das figuras de proa no processo de democratização. Foi ministro da Justiça nos I, II, III e IV Governos Provisórios, e ministro das Finanças no VI Governo Provisório. Foi negociador na revisão da Concordata com a Santa Sé, que veio permitir o divórcio em Portugal, em 1975. Foi também um dos fortes opositores à unicidade sindical, que pretendia a criação de uma única central sindical.
Em 1976 o PS ganha as eleições, ocupando Salgado Zenha o lugar de líder da bancada parlamentar na Assembleia da República. Na altura Mário Soares terá alegado que não o levara para o governo de que era primeiro-ministro, porque Zenha era a «consciência moral» do partido.
Por volta de 1980 entra em ruptura com Mário Soares, na sequência da polémica em torno do apoio ou não à candidatura de Ramalho Eanes a Presidente da República. Quando o PS decide manter o apoio, em linha com a opinião de Salgado Zenha, Mário Soares demite-se da liderança do partido, só regressando em 1981. Neste período Zenha manter-se-á como líder parlamentar, mas seria afastado devido a um processo disciplinar, movido por Soares, por causa do apoio de Salgado Zenha a Ramalho Eanes nas presidenciais de 1980. Como resultado foi expulso do Partido Socialista.
A 1 de Outubro de 1985, foi agraciado com o grau de Grande-Oficial da Ordem da Liberdade.
Em 1986, anuncia a sua candidatura a Presidente da República, afastando-se definitivamente do PS e selando a ruptura com seu adversário Mário Soares. Salgado Zenha, garantindo o apoio do PCP e do PRD, conseguiu 20% dos votos, não passando à segunda volta. Afasta-se então da intervenção política, publicando as principais ideias da sua campanha no livro As Reformas Necessárias, de 1988.
Apesar de ter sido sugerido várias vezes ao longo dos anos para ser condecorado com a Ordem da Liberdade, só com a persuasão de António Guterres, amigo de longa data, aceitaria. Seria agraciado a 10 de Junho de 1990 com o grau de Grã-Cruz da Ordem da Liberdade. Seria também António Guterres, então líder do PS, que o convidaria a reingressar no partido, mas Salgado Zenha manter-se-á como independente.

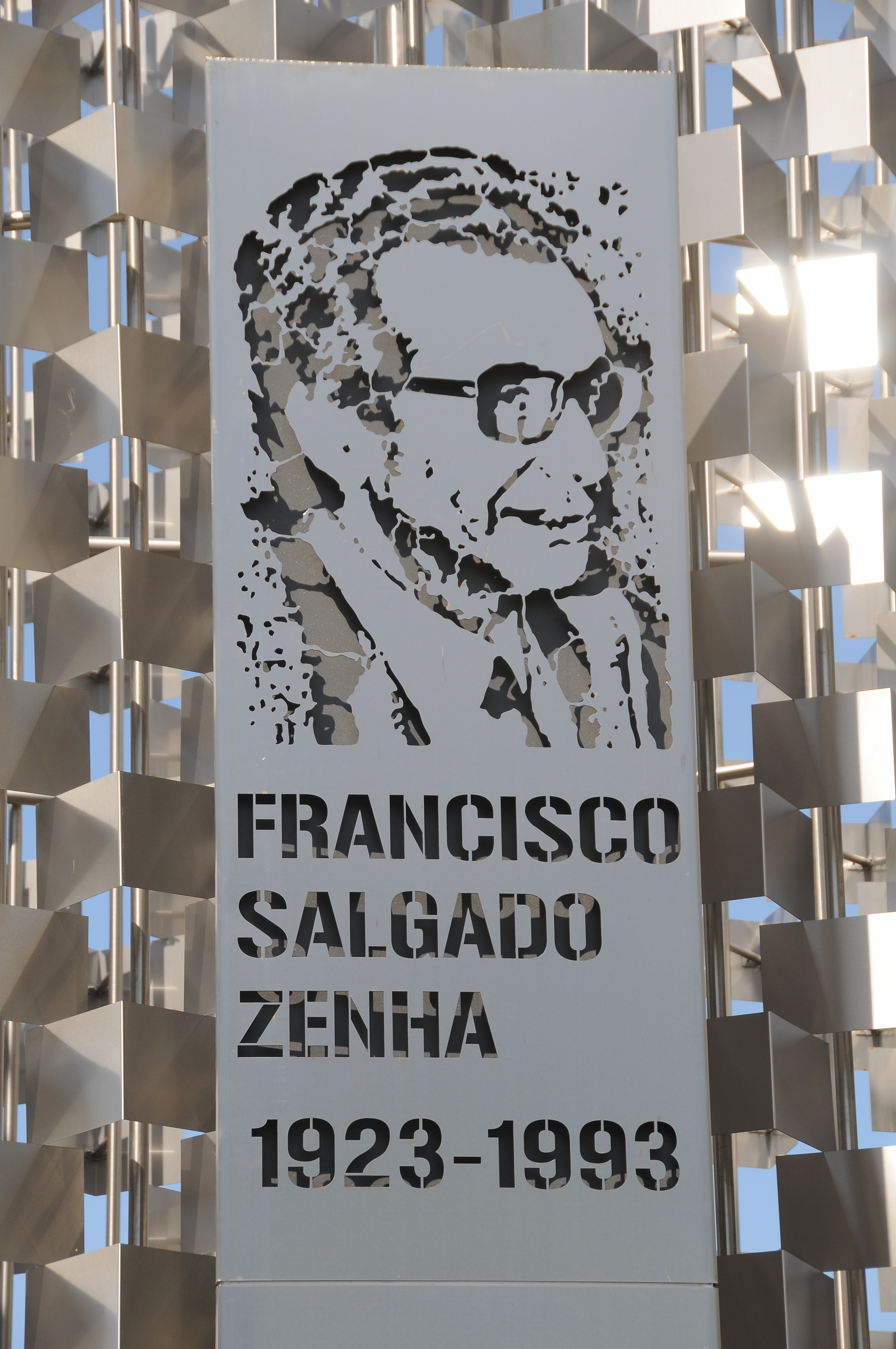

Morreu em 1 de Novembro de 1993 em Lisboa, após doença prolongada. A viúva, Maria Irene de Miranda da Cunha da Silva Araújo (31 de Maio de 1919 - 9 de janeiro de 2014), filha de José Joaquim Marques da Silva Araújo (Braga, Pousada, 9 de Maio de 1879 - ?) e de sua mulher (16 de Dezembro de 1916) Julieta de Miranda da Cunha (Lisboa, Conceição Nova - ?), de quem não tivera descendência, criou a Fundação Salgado Zenha, que atribui um prémio e bolsas de estudo anuais na Faculdade de Direito da Universidade de Coimbra, tendo sido agraciada com o grau de Grande-Oficial da Ordem do Mérito a 3 de Maio de 2004.
Em 2014, foi erigida em Braga uma escultura, denominada "Silo da Memória" em homenagem ao político bracarense.
A Câmara Municipal de Lisboa prestou-lhe a sua homenagem ao atribuir o seu nome a uma avenida de Lisboa, situada na freguesia de Marvila.
A 15 de dezembro de 2023, foi agraciado, a título póstumo, com o grau de Grã-Cruz da Ordem Militar de Cristo.

## Algumas obras
- A quinta causa: os católicos e os direitos do homem. Lisboa: Morais, 1969.
- Universidade: processo de uma expulsão disciplinar. Lisboa, 1967.

Com Jorge Sampaio e Jorge Santos.
- A prisão do doutor Domingos Arouca. Porto: Afrontamento, 1972.
- As reformas necessárias. Lisboa: Reproscan, 1988.

Selecção, prefácio e anotação de Mário Mesquita.